# Samuel Edney
Samuel Edney (ur. 29 czerwca 1984 w Calgary) – kanadyjski saneczkarz, wicemistrz olimpijski, trzykrotny medalista mistrzostw świata.

## Kariera
Pierwszy sukces w karierze osiągnął w 2003 roku, kiedy w parze z Gwynem Lewisem zdobył srebrny medal w dwójkach na mistrzostwach świata juniorów w Königssee. W tym samym składzie Kanadyjczycy zajęli drugie miejsce na rozgrywanych rok później mistrzostwach świata juniorów w Calgary. W 2012 roku Edney wystartował na mistrzostwach świata w Altenbergu, zdobywając brązowy medal w zawodach drużynowych. Wynik ten powtórzył podczas mistrzostw świata w Siguldzie w 2015 roku, a na mistrzostwach świata w Whistler w 2013 roku wspólnie z Alex Gough, Tristanem Walkerem i Justinem Snithem zajął drugie miejsce. W 2006 roku wystąpił na igrzyskach olimpijskich w Turynie, zajmując dziewiętnaste miejsce w jedynkach. Na rozgrywanych cztery lata później igrzyskach w Vancouver był siódmy w jedynkach. Brał też udział w igrzyskach olimpijskich w Soczi w 2014 roku, gdzie był jedenasty w jedynkach, a w zawodach drużynowych zajął czwarte miejsce. W 2018 roku, w Pjongczangu wywalczył srebro w sztafecie, w jedynkach zajmując szóste miejsce.